# Tamara Todevska
Tamara Todevska (Skopie, República Socialista de Macedonia, Yugoslavia; 1 de junio de 1985) (en macedonio cirílico, Тамара Тодевска /ˈtamara ˈtɔdɛfska/ⓘ) también conocida como Tamara, es una cantante pop macedonia. Su padre es macedonio y su madre, Branka, es serbobosnia. Su hermana es la famosa cantante macedonia Tijana Dapčević.
Tamara quedó segunda en el Nacionalen Evrosong 2007, obteniendo 105 puntos con la canción "Kazi koj si ti".
Representó a la entonces conocida como Antigua República Yugoslava de Macedonia en el Festival de la Canción de Eurovisión 2008 con la canción "Let me love you" (Déjame amarte), junto con Rade Vrčakovski y Adrijan Gadža. En la segunda semifinal recibieron 64 puntos, que les hubieran servido para quedar décimos y pasar a la final, de no ser por el voto del jurado, que repescó a Charlotte Nilsson de Suecia.
Por segunda vez, fue la representante de Macedonia del Norte en el Festival de Eurovisión 2019 tras ser elegida internamente. En la segunda semifinal, quedó en segunda posición con 239 puntos, mientras que en la final fue la favorita del jurado y finalmente quedó séptima con 305 puntos. Así, Tamara Todevska consiguió con «Proud» el mejor resultado del país hasta el momento, tanto en la semifinal como en la final.

## Discografía

### Sencillos
| Año  | Canción               | Descripción                                                                                               |
| ---- | --------------------- | --- |
| 1997 | Igra luda             | (feat. Tijana Dapcevic - Skopje Fest)                                                                     |
| 2002 | Dali znam             | |
| 2002 | Koga bi mozela        | (feat. Branka Todevska - Ohrid Fest)                                                                      |
| 2003 | 1003                  | (Suncane Skale)                                                                                           |
| 2004 | Sex                   | |
| 2004 | Molci molci           | (cover de la canción de Nina Spirova - Kirilico Ispeana (2009))                                           |
| 2005 | Najdobri Prijateli    | (feat. Vrcak)                                                                                             |
| 2006 | Losa Devojka          | |
| 2006 | Sedmo Nebo            | (feat. Vrcak - invierno de MakFest)                                                                       |
| 2007 | Kaži Koj Si Ti        | (interpretación en el Nacionalen Evrosong)                                                                |
| 2007 | Luda                  | (feat. DNK, Vrcak)                                                                                        |
| 2007 | Za Makedonija         | (feat. Toni Zen - Makedonija Naviva)                                                                      |
| 2007 | Smeshno zar ne        | (MakFest)                                                                                                 |
| 2008 | Vo ime na ljubovta    | (feat. Vrčak & Adrian Gaxha, Skopje Fest winner, representación Macedonia por el Eurovision Song Contest) |
| 2008 | So maki sum se rodila | (antigua canción del folklore Macedonio por Tamara en versión techno - Makedonija Zasekogaš)              |
| 2008 | Dajem Ti Sve          | (Budva Fest)                                                                                              |
| 2009 | Usne ko krv           | (Serbian Radio-Festival)                                                                                  |
| 2009 | Una magia Pandev      | (feat. Toni Zen)                                                                                          |
| 2009 | Šarena Pesma          | (Budva Fest)                                                                                              |
| 2009 | Davam Jas Se          | (Dajem Ti Sve - cover Macedonio)                                                                          |

### Álbum
- Сино (Azul - 2005)

### Compilaciones
- 2007 Makedonija Naviva
- 2008 Makedonija Zasekogaš (Macedonia por siempre)
- 2009 Kirilico Ispeana